# Церква Святої Великомучениці Варвари (Відень)
Це́рква Свято́ї Великому́чениці Варва́ри — греко-католицький храм у столиці Австрії, місті Відень. 17 червня 1784 року тут було засновано центральну парафію Греко-католицької церкви у Австрії.

## Історія храму
У XVI столітті єзуїти збудували конвікт біля Домініканської церкви та розширили його в 1652—1654 роках. У 1573 році заснували конгрегацію маріоністів, які отримали в конвікті каплицю для вшанування святої Варвари, що і дала назву всім церковним спорудам збудованим пізніше. Основні розміри каплиці, тобто церкви святої Варвари, збільшувалися до XIX століття, але вже потім зазнали значних змін.
Після закриття єзуїтського конвікту в 1773 році церковні споруди перейшли у власність Греко-католицької семінарії (з 15 жовтня 1775 року — дата заснування церкви, а з 17 червня 1784 року — дата заснування парафії), але покровителькою і надалі залишилася Свята Варвара.
Проповіді ще з кінця XVIII ст. виголошувалися тут по-українськи тодішнім парохом Єронімом Стрілецьким ЧСВВ, а потім його наступниками Іваном Ольшавським, Петром Паславським та, врешті, Іваном Снігурським.
Перший греко-католицький колегіум проіснував усього кілька років. У 1852 році заснували новий конвікт Греко-католицької центральної семінарії, що проіснував 40 років. З цієї семінарії до 1893 року було випущено понад 463 священнослужителів та науковців.
Чинний архієпископ Відня є також архієпископом для всіх католиків візантійського обряду, до яких належить і центральна парафія св. Варвари у Відні. Тому тут проводять літургії у візантійському обряді греко-католики різних національностей. Основною громадою є українська, але відправлять служби також і для інших, менш чисельних громад: румунів, болгар, македонців, словаків, угорців, а віднедавна і для мелхітських арабів (сирійців, ліванців), що живуть у Відні.

## Фасад церкви
Зовнішній вигляд церкви є унікальним у віденському церквобудуванні. Фасад є частиною великої епохальної будівлі Пауля Шпренгера (1852), що початково використовувалася головною поштою та торговельним відомством. Пауль Шпренгер (Paul Sprenger) (1798—1854), як державний радник із будівництва, мав значний вплив на містобудування. З 1849 року, працюючи в міністерстві торгівлі, незабаром почав очолювати також відділ архітектури в генеральному будівельному управлінні. Його вважають дійсно видатним архітектором цісарського містобудування до-березневого періоду (до революції в Німеччині 1848 року). Цій епосі притаманні раціоналізм та функціональність разом з економічністю, які поєднані з формами історизму попередньої епохи. Трохи манірні, романизовані фасадні форми відображають також офіційний стиль часів попереднього правління, кайзера Франца Йосифа. Попри те, що ззовні церква виглядає досить великою, насправді внутрішня частина є значно меншою. Верхні яруси фасаду і надалі належать головній пошті.
Напис на меморіальній дошці біля входу, грецькою та церковно-слов'янською мовами, говорить таке:
| Йосиф ІІ та Марія Терезія, самодержці Австрії, великодушно передали церкву Св. Варвари у власність конвікту, з метою підготовки молодих духівників візантійського обряду 1775 |
Сучасна мозаїка (1956) над входом зображає св. Варвару з вежею та гілкою пальми, знаком мучеництва. У 1999 році праворуч церкви було встановлено погруддя на честь українського національного поета та вченого Івана Франка.
На верхньому ярусі фасаду, праворуч та ліворуч, можна побачити статуї Святого Василія Великого, вчителя церкви, та святої Варвари. Статуї не є загальноприйнятими в традиції візантійського церквобудування, де зазвичай тільки ікони, як намальовані молитви, прикрашають східні церкви. Все ж сильний вплив західного стилю 19-го століття відобразився на фасадних формах церкви.

## Інтер'єр

### Іконостас та внутрішнє оформлення

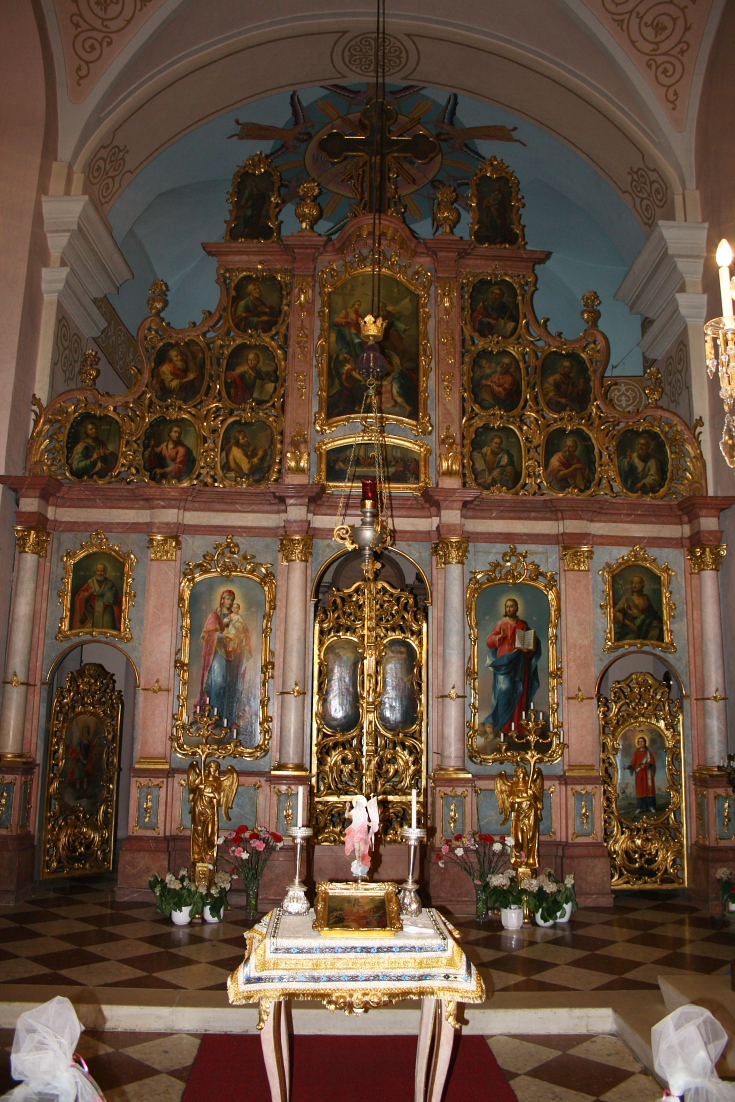
Іконостас Церкви Св. Варвари

Оформленням інтер'єру церкви займався знавець східного мистецтвознавства Йосафат Бастазіх. А кошти, необхідні для архітектурної та літургічної адаптації візантійського обряду, надала імператриця Марія Терезія. Пропозиція комісії придворного культурного фонду відносно митців не знайшла підтримки у Бастазіха. Він відмовився від відомого художника Фраца Цоллєра, учня Пауля Трогера, що займався цісарськими замовленнями і був на вершині своєї творчої слави, а також від скульптора Гріглєра. Причиною цієї відмови був стиль в якому працювали обоє митців — класицизм. З цього приводу Йосафат Бастазіх був змушений дати Марії Терезії аргументовану відповідь, детально обґрунтувавши свою позицію. Він сам звернувся до художника Мойсея Суботича (? — 1789), представника сербського бароко, та скульптора Арсенія Марковича.

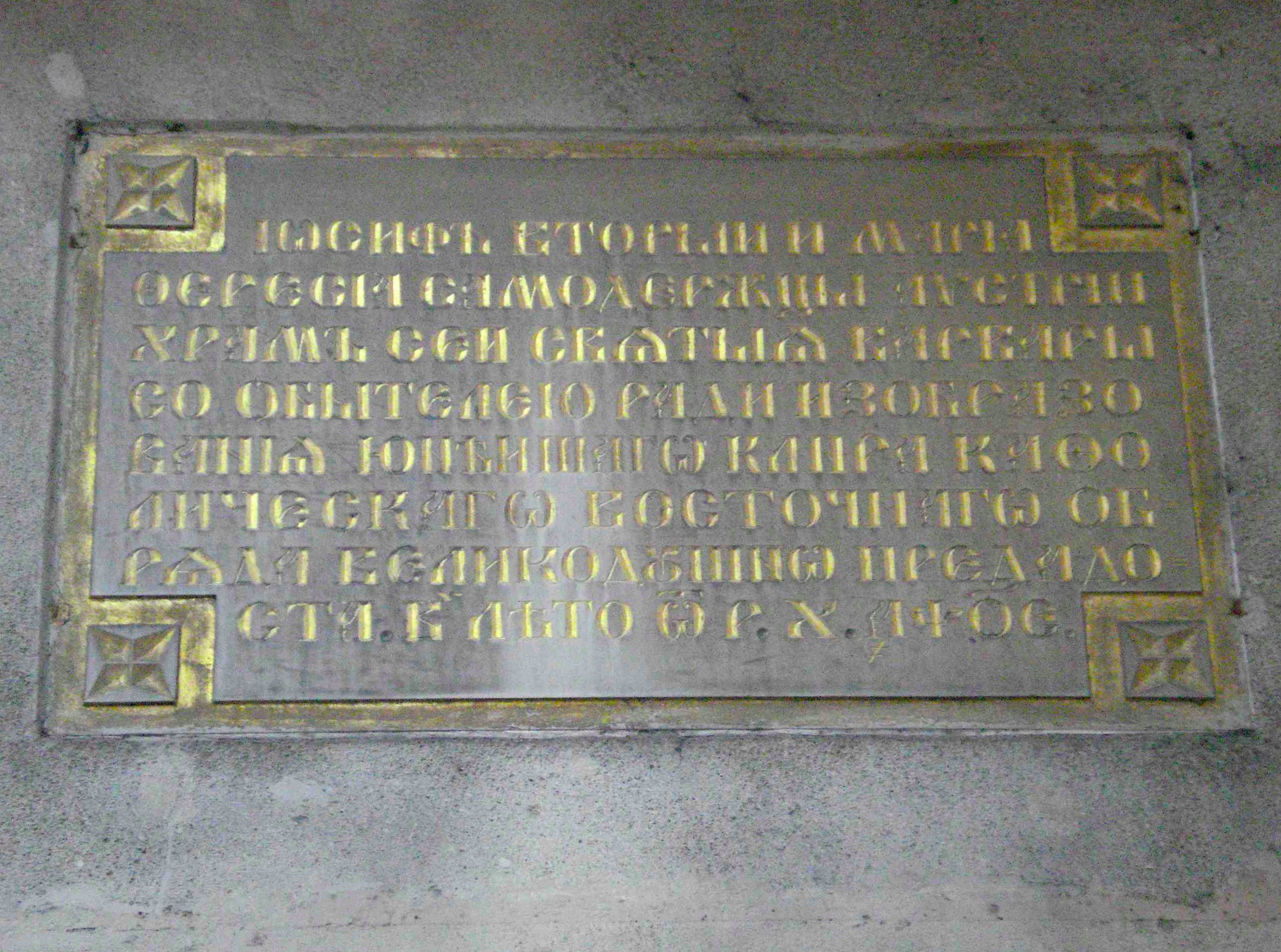
Меморіальна дошка

Перші ознаки впливу сербського барокового мистецтва почали з'являтися у часи великої міграції 1690 року, відтоді як серби масово почали залишати Косово і селитися в південній частині Угорщини. Незвичайно високі іконостаси цього часу продовжують мистецькі традиції 17 століття, що беруть початок в монастирі з гори Атос. Подібні іконостаси є характерними для всіх придунайських держав. Відтоді, як стиль бароко з'явився у мистецтві, почали проявлятися його ознаки і в оформленні інтер'єрів. Різьбарі за допомогою гірлянд, колон, ваз та численних похідних від цих форм варіантів змінили внутрішнє оформлення церкви Святої Варвари. Фарбування стін «під мармур», у світлих пастельних тонах, доповнило цю концепцію та створило цілісність розпису церкви. Це яскраво видно на прикладі єпископського трону та хорів. У тогочасному мистецтві почали повільно проявлятися тенденції переходу від традиційного іконопису до західного мистецтва з його глибоким і насиченим колоритом. Барокізація сербського мистецтва здійснювалась не тільки через прямий вплив тобто, через австрійське бароко та італійсько-кретське мистецтво, але перш за все через українське мистецтво, що принесли з собою єзуїти в другій половині 17-го століття. Якраз в цей час відбувалися сильні зміни в релігійному мистецтві, здійснювався інтенсивний обмін з культурними центрами України.
Ікона Святої Варвари у вівтарній частині (на тильній стіні), написана Суботичем, вражає своєю подібністю з юною Марією Терезією. В той час Марія Терезія мала вже 58 років і не хотіла усвідомлювати свого віку. Так, за її наказом була знищена ікона Божої Матері у францисканській церкві в Інсбруці, написана з неї.
Суботич написав також ще 16 малих ікон на основні свята, що призначені для візантійської літургії. У 1979 році австрійська пошта використала ікону «Різдво Христове» з цієї збірки як зразок для річної поштової марки з нагоди цього свята. Ці ікони можна побачити у вівтарі, а одна з них завжди лежить на столику (тетраподі), де також стоїть хрест та запалені свічки. Ікони з цієї збірки змінюють почергово, протягом року, згідно із церковним календарем. Скульптурні роботи Арсенія Марковича також можна побачити в церкві. У 1780 році Єфрем Кляйн написав ікони Дванадцяти апостолів (використані для іконостасу каплиці Святого Йосафата).
Іконостас церкви не є розділюючим елементом, адже не закриває від огляду ні вівтарну частину, ні розписану підкупольну, де Христос-Пантократор символічно об'єднує земний та небесний (божественний) космоси.
Структура. Троє воріт: середні, так звані «царські ворота», що прямують до самого вівтаря. Через ці ворота священики мають право входити тільки під час служби Божої, а єпископи завжди. Праворуч від царських воріт знаходиться ікона Христа, а ліворуч — Марії. На самих царських воротах встановлена ікона, що зображає «Благовіщення Марії». Над царськими воротами знаходиться ікона «Тайної Вечері», на якій Ісус зображений разом зі своїми апостолами. Царські ворота відкриваються тільки під час богослужінь, а також, як особливий знак, у Великодній тиждень.
Малі бічні ворота праворуч та ліворуч, що називаються «дияконськими», служать для входу до вівтарної частини дияконам та решті духовенства. На цих воротах знаходяться ікони з зображеннями святого архидиякона Стефана (праворуч) та архангела Михаїла (ліворуч). Крім цього над воротами є ікони святих, особливо шанованих покровителів церкви, Івана Хрестителя та Миколая Мирлікійського.
Увінчує іконостас розп'яття, а під ним ікони з зображеннями: ліворуч — Марія, праворуч — апостол-заступник Іван.
Оздоблення іконостасу здійснювалося поетапно, тому різноманітність якостей та стилів потребує детальнішого пояснення. Затримка початку оформлення виникла внаслідок занадто самовільної поведінки Бастазіха, що вибрав вищезгаданих митців, Суботіча та Марковича, адже Марії Терезії довелося виплатити аванс раніше вибраним художникам. Але в подальшому, імператриця сприяла будівництву та прикрашенню церкви. Дорогоцінні подарунки нагадують про це ще сьогодні: Євангеліє із розкішною кованою палітуркою та унікальними емалевими зображеннями, філігранний хрест, виготовлений в монастирі на горі Атос, й прикрашений емалями та гірським кришталем процесійний хрест. Посередині цього хреста, є зображення Ісуса, ручної роботи в стилі «Petit-Point-Technik», яке було зроблене і подароване Марією-Антуанеттою, дочкою Марії Терезії, королевою Франції.
Дві ікони на зворотній стороні іконостасу були подаровані церкві графом Карлом Коуденхофе в 1834 році і зображають Святого Миколая та святого Спиридона. Два ангели, що тримають підсвічники (по обох сторонах іконостасу), походять з часів перебудови церкви за Пауля Шпренгера. Тільки ікона над царськими воротами «Тайна вечеря» походить з часу оновлення церкви в 1850 році, так само, як і крісло-трон для єпископа. Під час цієї перебудови споруджено троноподібну катедру із зображенням Христа-Пантократора, як глави церкви, царя та учителя, на іконі над самим троном. З цієї епохи походить також і хорова ніша (крилос), що навпроти трону. В ній знаходяться ікони святого Афанасія та святого Івана Золотоустого (на передній стінці) та Святого Василія і Святого Григорія (на тильній стіні крилосу). У крилосі є також вхід до проповідальниці. На самій проповідальниці є ікона з зображенням Христа, що навчає в храмі.

### Захристія
У захристії зберігаються священичий одяг та церковні приладдя, а також плащаниці з 18 та 19-го століть. Весільні корони церкви Св. Варвари є копіями корон з василіянського монастиря, висіченого у печерах недалеко Риму (Grottaferata). Дві великі ікони, роботи Юрія Балли (1902), що займають всю ліву стіну в захристії, є зразками стилю пізнього історизму, притаманного кінцю 19-го, початку 20-го століть. На них зображені: на одній слов'янські апостоли Кирило та Мефодій, на іншій князь Володимир та княгиня Ольга.
Монограма Марії Терезії, що прикрашає Євангеліє, також використовувалась як офіційна емблема виставок присвячених Марії Терезії. Саме Марія Терезія вибрала 15 жовтня 1775, день Св. Терези, як день заснування семінарії та церкви.

### Підкупольні та настінні ікони
У 1983 —1985 роках було зроблено повне оновлення церкви. Для настельного розпису підкупольної частини вівтаря та настельних і настінних ікон в самій церкві було вибрано іконописця, професора Святослава Гординського. Зображення Христа-Пантократора серед ангелів в підкупольній вівтарній частині церкви було зроблено за участі Христини Ціммерман-Куріци. У кожній настельній ніші, вздовж всієї церкви, зображено по двоє святих Східної Церкви. А під ними, вздовж лівої сторони церкви, ікони Богородиці на всі її свята в році, а вздовж правої сторони — Христа, основні події з його життя. На хорах є ікона з зображенням «Хрещення Русі-України» князем Володимиром Великим у 988 році та навпроти, «Визволення Відня від турків» в 1683 році, з допомогою українських козаків, що були у складі війська польського короля Яна Собєского. Ці ікони написані в нео-візантійському стилі з доданими українськими елементами.

### Каплиця Святого Йосафата
Навпроти ніші для хору, праворуч іконостасу, є вхід до каплиці Св. Йосафата. Відносно сучасне оформлення нагадує не тільки про долю найбільшого мученика за єдність Церков, Св. Йосафата Кунцевича, але також і про віднайдення його мощей, перенесених до Відня за наказом цісаря Карла в 1915 році, і відкритих для почитання до кінця Другої світової війни. З 1963 року мощі святого покояться (у скляному саркофазі, одягнуті в літургічні ризи архієпископа) у соборі Св. Петра в Римі, в правому крилі під вівтарем Св. Василія Великого.
У кінці 30-тих років, за планом церковного архітектора Карла Холея (1879 —1955), була зроблена реконструкція каплиці. Тоді ж і мала захристія, праворуч капличного вівтаря, що належала дирекції пошти, була передана для потреб церкви. Кована решітка іконостасу та потовщена арка над ним, що є його складовою частиною, походять з цього часу. Карл Холей використав арку для іконостастасу, він вбудував туди ікони з зображеннями 12-х апостолів (друга половина 19-го століття), що були вже у церкві. У 1963-му році, віденський знавець церковного права, професор Віллібальд  М. Пльохль (Plöchl W.) (1907—1984) подарував ковані ворота, схожі на ті, що служать іконостасом, для входу до самої каплиці. Професор Пльохль першим написав повну історію церкви Св. Варвари. Вівтарна ікона 1963-го року, роботи професора Пауля Рекендорфера, зображає Св. Йосафата як архієпископа Полоцька, зодягненого в мантію та омофор, знаки єпископського сану.
Ліворуч катедрального собору Полоцька, на цій же ж іконі, є зображення собору Св. Юра у Львові, а праворуч — собор Св. Софії Київської. Тіара з ключами є символами Унії та вірності Папі, вогняний язик в правій частині — герб василіянського чину, до якого належав Св. Йосафат. На стіні, що навпроти вівтаря, є ікона Рекендорфера «Покликання Йосафата». Вона є копією ікони українського художника Браїловського, що знаходиться у Римі, конгрегації східних церков. У віконній ніші розміщено «Різдвяну шопку» богемської роботи, стилю пізнього Бідермайєра. Старі фани нагадують про перше Буковинське ветеранське братство та українських солдатів австрійської армії часів австро-угорської монархії (Галичина та Буковина).
Гріб у скляному саркофазі походить з часу перенесення мощей Св. Йосафата до Відня у 1915 році. Пізніше гріб було оббито червоним дамастом і скріплено єпископською печаткою, що підтверджує автентичність реліквії.
При вході до каплиці можна побачити бронзовий рельєф, встановлений з нагоди святкування 1000-ліття хрещення Київської Русі, італійського майстра Уго Маццеі. На ньому зображено князя Володимира і княгиню Ольгу та сцену хрещення народу.

### Меморіальні дошки

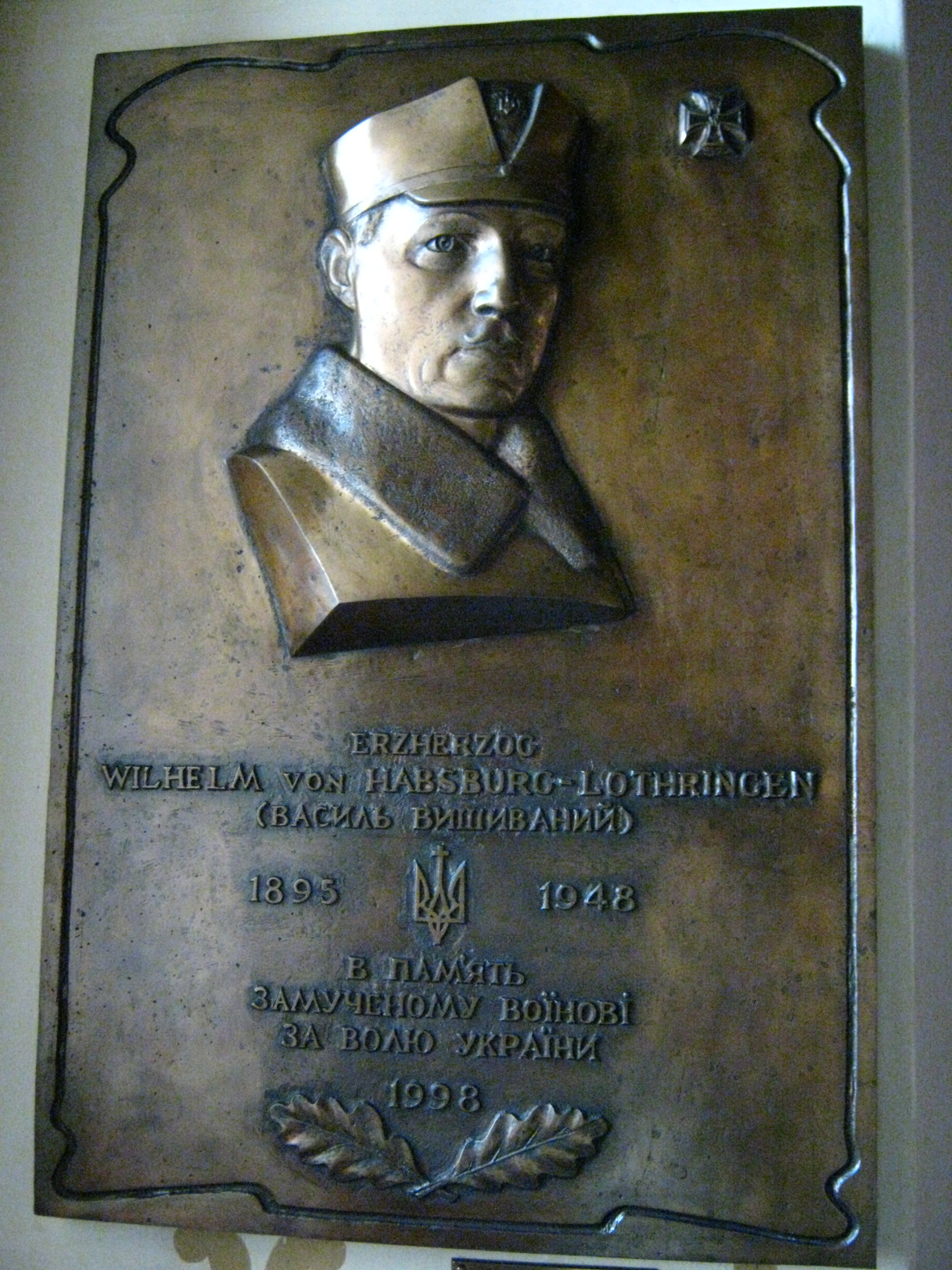
Меморіальна дошка Василю Вишиваному

Ліворуч від головного входу розташована дошка, встановлена на честь українських (русинських) піхотних полків. На ній вказано назви полків та їх командирів. Також тут вказані місця великих битв Першої світової війни. Дошка, що праворуч входу, встановлена на знак пам'яті про загиблих під час Другої світової війни. Також встановлена дошка на пам'ять про загиблих за волю України під час визвольних змагань 1918 — 1928 років. Є меморіальна дошка, встановлена на честь 50-річного ювілею Українського Вільного Університету, що був заснований у Відні у 1921 році, а пізніше перенесений до Праги і Мюнхена. Ще одна, праворуч входу, встановлена на згадку про 100-літній ювілей українського академічного товариства «Січ» (1868 — 1968). Емаль Марії Недбаль-Дольницької в центрі гравюри зображає архангела Михаїла, покровителя України. Над гравюрою можна побачити зображення тризуба, герба України. Герби по обох боках, у верхній частині гравюри та в центрі внизу, вказують на походження студентів (Лев — герб Львова та Галичини, Бик — Буковини, Ведмідь — Закарпаття).

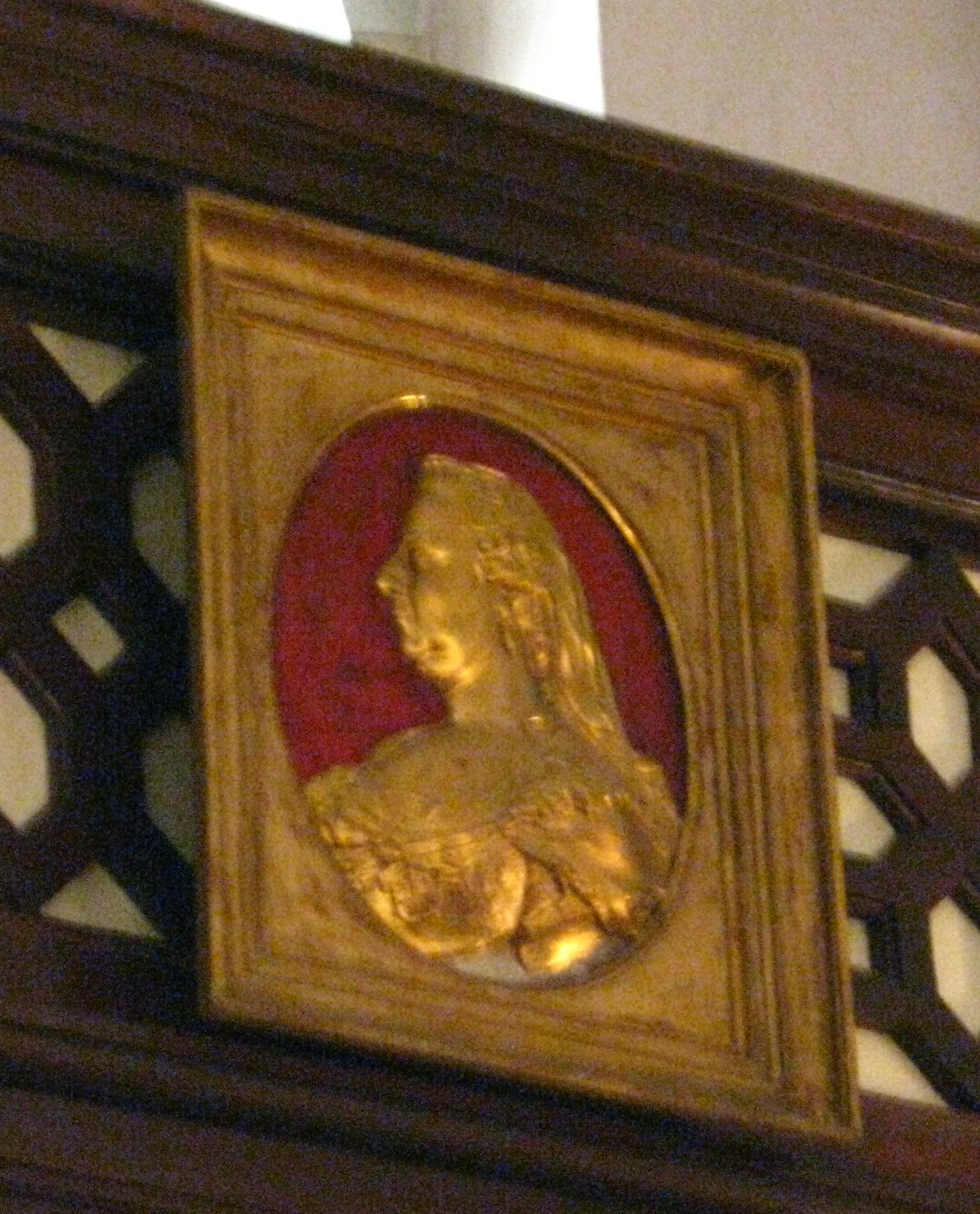
Портрет Марії Терезії

На лівій стіні можна побачити дві дошки, на яких зображені ікони Св. Йосифа і далі Св. Юди-Тадея. На правій стороні є ікона Божої Матері з 17-го століття «Утоли болізни», пожертвувана товариством українських робітників у Відні «Родина» на честь 40-го ювілею цього товариства (1896 — 1936).
При вході на хори, за отця Ореста Курпанця, в 1961 році була встановлена подячна таблиця керівнику хору професору Андрію Гнатишину та інженеру Роману Щуровському:
| «Старанням дириґента хору Андрія Гнатишина перебудував і побільшив хори інж. Роман Щуровський В р. 1961 за пароха о. Д-ра Ореста Купранця» |
Якщо дивитись на хори зі середини церкви, то можна побачити портрети Марії Терезії та Йосифа ІІ, встановлені на знак шани до їх заслуг перед греко-католицькою традицією. Про це також вказував двоголовий цісарський орел, який був на старому фасаді, до реконструкції церкви Паулем Шпренгером.

## Українська бібліотека парафії св. Варвари
2022 року наприкінці квітня бібліотека, що належить парафії святої Великомучениці Варвари офіційно розпочала свою працю. Ще до цього часу церква мала свою маленьку бібліотеку, але від 2022 року керівницею була Оксана Яворська, тому наразі в 2025 році книгозбірня вже має більш ніж 5000 книг. 
Працює з четверга до неділі кожного тижня.

## Список священиків
- отець Єронім Ілля Стрілецький, ЧСВВ, перший парох церкви св. Варвари (1784—1804);
- отець Іван Ольшавський (1804—1813);
- Петро Паславський[3]
- отець Іван Снігурський (1813—1818), пізніший Перемишльський єпископ;
- отець Іван Фоґорашій (1818—1834);
- отець Петро Паславський (1834—1847);
- отець Спиридон Литвинович (1848—1857), пізніший Львівський митрополит;
- отець Микола Нодь (1857—1862);
- отець Яків Ціпановський (1863—1874);
- отець Юліан Пелеш (1874—1883), пізніший Станіславівський, а від 1891 року — Перемишльський єпископ;
- отець Теофіль Сембратович (1883—1899),
- отець Домет Садовський (1899—1903), завідатель;
- отець Іван Ших (1903—1911);
- отець Йосиф Жук (1914—1920);
- отець Мирон Горникевич (1923—1958),
- отець Теофіл Горникевич (1940—1944), душпастир;
- отець Володимир Ґавліч, ЧСВВ (1958—1960);
- отець Орест Купранець, ЧСВВ (1960—1964);
- отець Венедикт Сютик, ЧСВВ (1964—1971);
- отець Олександр Остгайм-Дзерович (1969—2001);
- отець Тарас Шагала (вересень 2000 — до сьогодні).

#### Cтатті
Yavorska, O. (2022). Die Pfarrbibliothek. In Informationsblatt der Zentralpfarre St. Barbara zu Wien, 19, 16–17. https://st-barbara-austria.org/assets/pdf/Edition19.pdf